# Pachyderme
Pachydermata
Ce taxon est aujourd'hui obsolète.
Ordre
L'ordre des Pachydermes (Pachydermata) regroupe de nombreuses espèces de la mégafaune de l'Holocène. Cet ordre est obsolète, car il est polyphylétique (on peut ainsi parler de grade évolutif plutôt que de clade, qui fait référence à un groupe monophylétique).

## Les espèces concernées
Cuvier incluait dans cet ordre les espèces qui aujourd'hui sont incluses dans les taxons périssodactyles, les Hyracoidea, les Proboscidea, ainsi que les artiodactyles. C'est-à-dire qu'il contenait les espèces comme les éléphants, tapirs, rhinocéros, hippopotames, pécaris. Ce groupe contient plus ou moins les espèces incluses plus tard parmi les ongulés, groupe qui s'avérera également polyphylétique, du fait de la présence dans ce groupe des proboscidiens et de l'absence des cétacés.

## Étymologie et systématique
C'est une construction à partir des termes grec ancien παχύς qui signifie « épais, gros » et de δερμος/δέρμα qui désigne la peau. Ce terme signifie peau épaisse. Ce terme a été proposé par Georges Cuvier et repris dans de nombreuses systématiques.

## Culture
En français courant, le terme pachyderme désigne plus particulièrement les éléphants, plus rarement les rhinocéros et les hippopotames ; leur point commun est d'avoir la peau très épaisse et peu poilue.
Le mot est également utilisé pour qualifier les individus maladroits ou gros, d'une manière moins péjorative que lourdaud.